# 陳昭州
陳昭州（1976年1月11日—），原名陳平偉，網路暱稱平偉，台灣機車維修技師、商人、前機車行老闆、網路紅人。2012年，平偉遭顧客指摘在未經車主同意下，自行拆解客人送修的機車，並收取具爭議性之維修費用。在媒體與車主前去採訪和對質的過程中，平偉向對方表達的回應語句，經媒體報導後在網路上爆紅。從此以後，平偉成為台灣網友的惡搞對象，其個人特色亦持續在網路吸引支持者，並衍生各式相關作品，包括以他為主角的電腦遊戲《平偉本色》系列。2015年，平偉發表個人音樂單曲，並且和樂團茄子蛋、粉紅噪音合組「富堡國際時尚大樂隊」，於演唱會《Park Park Carnival》公開演出。

## 背景緣起
2012年3月26日，一位擁有打檔機車「雲豹200」的車主在知名網路論壇「Mobile01」發文表示，自己的「雲豹200」在行駛途中脫鍊故障，因此送至位於台北市的「富堡國際科技車業」檢修。
在機車送修近一週後，該名網友前往車行發現老闆陳平偉未事先知會他，便已自行拆解車體，並報價維修費用新台幣8萬1千元；陳平偉告訴他，因為已經將機車拆解，如果不想按照檢測結果修理，亦須支付新台幣4000元至5000元的工本費。由於雲豹200新車的網路販售價格低於新台幣7萬9千元，多數網友認為8萬1千元的維修價格極具爭議。

同月，接獲車主投訴的壹電視派出記者喬裝成顧客，登門採訪調查。據媒體報導，記者原先向陳平偉提出更換煞車皮的要求，陳得知後開始動手拆卸車體，並表示：
「換煞車皮一定要拆坐墊啊！」
他判定記者送檢的機車有數項零件必須更換，並完成更換作業。陳平偉在維修報價單上列出四個零件維修項目，總共台幣3500元，分別為：
| 物品     | 數量 | 價格（台幣） |
| -------- | ---- | ------------ |
| 皮帶     | 一條 | 1500元       |
| 普利珠   | 六個 | 900元        |
| 煞車皮   | 二組 | 800元        |
| 空氣濾網 | 一個 | 300元        |

經記者和另一間車行比較發現，陳平偉更換零件的報價，約為另一家車行的兩倍。對此，記者向陳平偉質疑其報價過高，陳回應表示該報價為市場行情價，記者隨即要求他將車體恢復原狀並取消維修，陳平偉回應：
「你現在是不是把我當傻子？」
他向記者表示自己已經完成維修，記者卻突然取消，並表示要找警察。

在記者堅持不多更換剎車皮以外的其他項目、雙方經過一番爭論後，陳平偉同意將機車零件復原。隔日，壹電視記者偕同數名先前對車行服務不滿的顧客前往富堡機車行對質，其中該名「雲豹200」車主和陳平偉激烈爭執。「雲豹200」車主質問老闆：
「去別家車行估價只要1萬就修好了，為什麼你要8萬1？」
其他客人亦提出相同質疑。陳平偉回應：
「不要起爭議啦」
「有什麼不滿，都去跟法院講啦！」

「你在大聲什麼啦？」「你咧大聲啥啦（台語）？」
對於外界的質疑和爭議，陳平偉事後受訪表示，自己沒有犯錯，且他經營生意向來光明坦蕩，熟客都了解自己的做法，因此不擔心生意流失：
「我本身我奉公守法，如果今天我不對，我賠不是。」
「做生意我坦蕩蕩。」

「有曾經來我這裡消過費的客人，都知道我的做法、我的做人。」。
而生產「雲豹200」的品牌車廠「哈特佛機車」（Hartford），在得知該名發文車主的經歷後，免費提供原廠零件，協助車主將機車恢復原狀。

## 爆紅發展

### 2012年—2014年
2012年7月，以電玩資訊為主、臺灣ACG界最大的網路論壇之一「巴哈姆特電玩資訊站」哈啦板上有網友為了聲援陳平偉，前往機車行找陳簽名並合影留念。陳平偉為此寫了感謝函，內容為
「給巴哈姆特場外休息區，感謝大家對我的支持與肯定，大家共勉之，加油！向前衝！下定目標走向未來，未來不是夢！！」
陳平偉的感謝函在臉書上流傳。同年10月，有網友製作推出免費電腦遊戲《平偉本色》，玩家扮演陳平偉，遊戲最終頭目為有「FBI帥哥」之稱的網紅鄧佳華。遊戲推出後大獲好評，引起網友熱烈下載。之後《平偉本色》持續推出更新修訂版本和相關系列作。

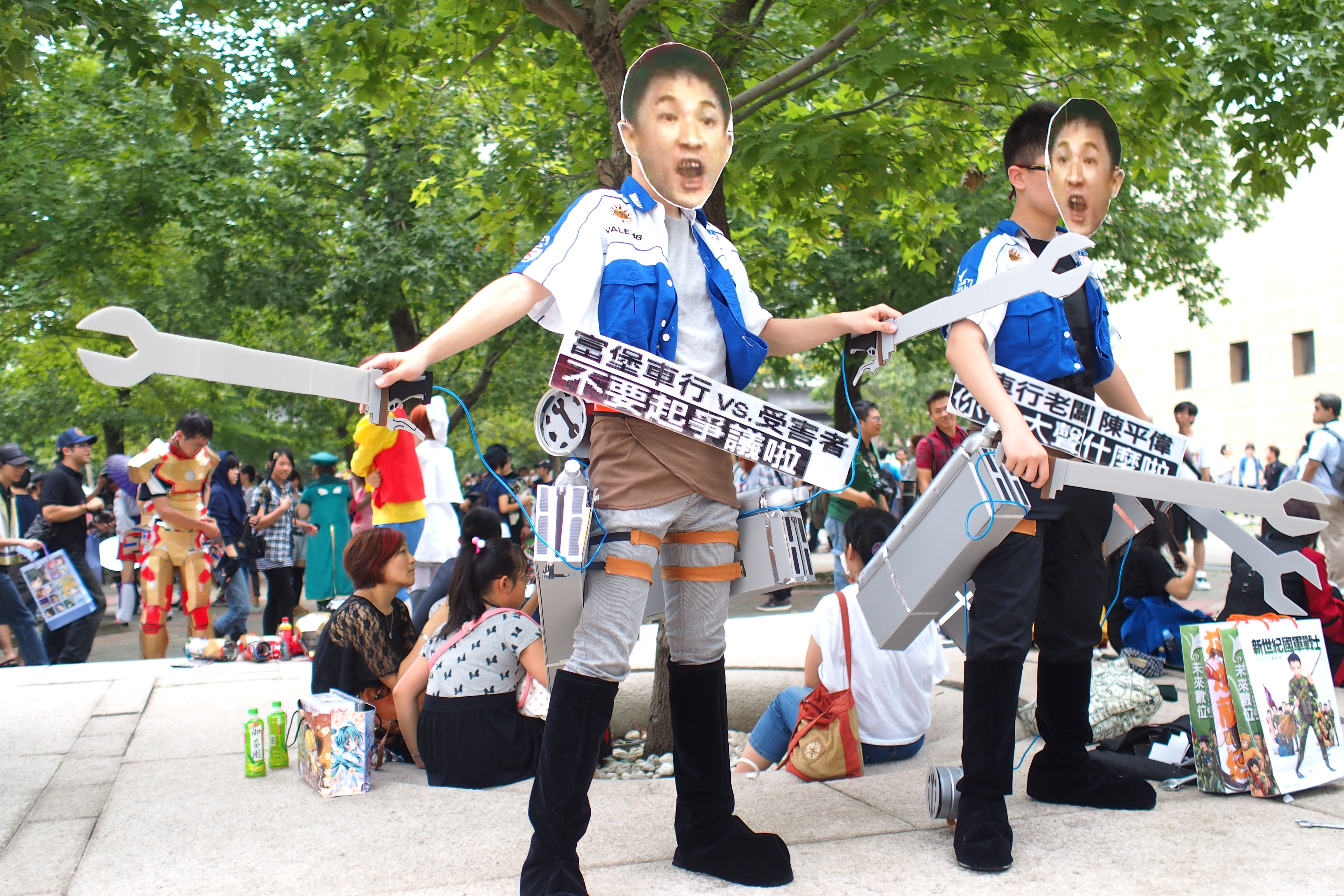
以陳平偉作為扮演對象的角色扮演愛好者（Cosplayer）

至2013年2月，已有陳平偉的支持者為他成立臉書粉絲專頁，不時替陳發文舉辦烤肉活動，超過萬人按讚支持。粉絲團於3日邀請陳平偉拍攝影片，他在影片中以溫柔語調說出「吃烤肉一定要配吐司」、「不要起爭議啦！」等話語。陳平偉於該年中秋節亦透過粉絲團舉辦烤肉活動。
由於富堡機車行生意低落，遷址改名為「新同信車業」後重新開業。媒體於同月報導，在機車行積欠四個月房租後，房東找來警察和鎖匠。一起要求陳平偉還屋，並在更換門鎖後。請他將機車行再度遷址。同年4月，網友製作出模仿台灣角川旗下雜誌《Taipei Walker》（《台北走路人》）風格形式、並且由陳平偉擔綱當期封面主題人物的惡搞封面，獲得近2000名網友分享。另有網友把他的照片合成為《時代雜誌》封面。
除此之外，以陳平偉為名的臉書粉絲團超過五個，網路亦常見名句。陳開設的車行附近鄰居表示，每天都有一大群年輕人來車行用臉書「打卡」，彷彿當地觀光景點。

同年6月，陳平偉接獲不同類型的影片拍攝邀約。有大學生邀請陳平偉合作拍攝畢業製作微電影《那些年，我們一起北上找的平偉》，影片中陳平偉有三句台詞，其中二句為「你是在大聲什麼」和「歹勢（台語），我沒空」。陳平偉表示，這段期間爆紅的程度連自己也感到驚訝，亦有戲劇導演前來洽談，他對此回應：
「謝謝粉絲啦。」
陳平偉參演的影片片段上傳至YouTube後，至2018年8月已吸引超過43萬人次點閱。

另外，陳平偉受邀為台中的一家老字號牛肉麵店「老鑼牛肉麵」擔任代言人，拍攝宣傳影片。陳平偉在影片中說出具個人特色的廣告台詞：
「你是在大聲什麼啦？這次不起爭議，我就是陳平偉，這間最好吃！」
陳平偉的代言酬勞為台幣2500元。廣告影片上傳至網路後，二天獲得近2萬人點閱，引起網友評論，亦有網友揚言抵制這間牛肉麵店。業者對此解釋，邀請陳平偉代言並非刻意推崇或美化他，只希望能讓麵店增加曝光度，也讓大家感受趣味、會心一笑。
這段期間，有網友為陳平偉設計製作並上傳發布知名電腦動作遊戲《小朋友齊打交2》中的自製角色改檔模組，可讓玩家獲得並使用新角色「陳平偉」，威力最強大的絕招為「你在大聲什麼啦！！」和「你勒大聲啥啦！！（台語）」，具備相當於地圖兵器的效果。
媒體於同月報導，由於先前相關事件的報導，影響陳平偉經營的機車行事業，使營收嚴重下滑，他的兩間機車行已結束營業。同月下旬，陳平偉被網友目擊，已轉至另一間機車行工作，受雇擔任維修技師。陳受訪表示自己以平常心對待之前的事件和網友關注，近來專注於工作。
據媒體描述，陳平偉的態度溫和圓融，亦已戒吃檳榔；若被客人認出並要求合照，他也親切配合。

### 2015年—至今
2015年3月，媒體報導有網友因上網購物時登記使用「陳平偉」作為網路暱稱，付費後至超商取貨時，因須出示證件證明身分而遭超商拒絕領取。後該網友上網徵求本名確為「陳平偉」者，希望對方能夠協助他至超商取貨。同年4月，中華民國的中國國民黨籍議員戴錫欽在議會質詢台北市長柯文哲時，對柯強烈抨擊。有網友因為戴錫欽的神態和語調，將戴稱為「議場平偉」，也有網友因此剪輯製作惡搞影片《當戴錫欽議員遇上平偉哥》。影片自當月15日上傳後，兩天內逾11000人次瀏覽。

2015年7月29日晚間，PTT網友貼文指稱陳平偉將與樂團「茄子蛋」（於2018年獲得第29屆金曲獎「最佳新人獎」和「最佳台語專輯獎」）、「粉紅噪音」組成「富堡國際時尚大樂隊」，預計該年8月底將在台北市花博公園公開演出。後「茄子蛋」在臉書發文證實，的確已邀請陳平偉參與演唱會《Park Park Carnival》的演出，並且為陳量身打造三首歌曲。在此前後，陳平偉在原創音樂平台「StreetVoice 街聲」開設帳號，於個人頁面自我介紹中宣告：
「現在，我要透過音樂，說出黑手的心酸血淚。」。
同時，他上傳發表《公道》、《黑手悲歌》、《黑手之戀》等三首個人單曲，曲風包括抒情和搖滾，歌詞內提及「坐墊」與「煞車皮」等源自先前陳平偉個人言論的關鍵字，其中一段歌詞寫道：
「雖然我沒辦法摘下天上的星星，但是我會拆下全世界的坐墊送給妳，於是我偷走我自己」
歌曲發表後，引起熱烈討論，亦有網友推文稱讚陳平偉的演唱實力。
同年8月30日晚間，陳平偉與「茄子蛋」、「粉紅噪音」如期在台北市花博公園舉辦的演唱會登台開唱，並將其網路爆紅名句「你在大聲什麼啦？」原音重現，讓現場觀眾高聲歡呼、鼓掌叫好。隨後陳平偉演唱知名歌手張秀卿的經典歌曲《車站》，相關影片亦上傳至Youtube，有網友評論「我竟然聽到心臟痛」。

當時在網路控訴的「雲豹200」車主得知此事後，於PTT發文表達個人看法。該名「雲豹200」車主表示當初事件曝光時，自己希望陳平偉往後不要再以爭議價格及手法欺騙消費者，但事後自己遭到陳平偉以「妨害名譽」提告。對於演唱會現場觀眾的反應和陳平偉的演出，他表示：
「想當歌手或是諧星什麼的，就讓他去吧...」
同年10月，有網友以軟體「RPG製作大師」製作出另一款以陳平偉為主角的免費電腦遊戲《拆歌-聽見拆車的聲音》，遊戲中加入許多動漫角色作為客串；遊戲發佈後不到半年，引起不少實況主製作遊戲實況影片。
2017年9月，經陳平偉授權同意後，有業者推出即時通訊軟體「LINE」的「平偉」系列對話貼圖。

## 後續影響
自2012年以後，陳平偉於機車檢修消費爭議中的言論，成為台灣網路流行用語，在網路上蔚為風潮，廣為流傳和使用。
2016年12月，媒體報導表示，若在Google地圖輸入「陳平偉紀念公園」，可在台灣北方距離富貴角燈塔約68公里海面上，發現該公園的條目。此條目顯示「陳平偉紀念公園」屬日本所有，擁有268篇網友評論，有網友評論表示「門票非常的公道，一張8萬1千元」、「老闆十分熱情，會幫檢查異音」、「景色優美，隨處可見散落的普利珠」等等。多數網友給予最高評價5顆星，總平均達4.9顆星。據推測「陳平偉紀念公園」應為網友創建的惡搞地標。至2018年8月，此地標已有近2100篇網友評論。

2017年5月21日，中國國民黨主席選舉結束後，民進黨立委林俊憲在臉書發文評論各參選人，其中提到：
「韓國瑜：政壇陳平偉，自稱很會賣農產品，可以考慮進口韓國魚賣公道價八萬一。」。
2018年3月28日，有網友製作推出標榜「平偉六週年紀念遊戲」的《富堡紀元》，遊戲中除了陳平偉，包括其他數位以台灣知名人物設計而成的角色，亦收錄「陳平偉紀念公園」作為遊戲破關後的特典小遊戲。同年7月2日，據媒體報導，以大數據綜合統計自2017年6月26日至2018年6月27日期間，網友在臉書、PTT、各新聞媒體以及討論區的留言討論後，陳平偉在台灣「非主流話題人物」網路討論排行榜中排行第七名。
2024年5月，在公眾面前消失許久的陳平偉，遭到房東指控積欠房租，其他房客也指控他使用肢體暴力，因而再次獲得媒體報導。

## 作品

### 個人作品

#### 音樂單曲
| 發行日期  | 名稱                               | 類型     | 平台             | 曲風             |
| --------- | ---------------------------------- | -------- | ---------------- | ---------------- |
| 2015年7月 | 《公道》 《黑手悲歌》 《黑手之戀》 | 數位單曲 | StreetVoice 街聲 | 藍調、抒情、搖滾 |

#### 演唱會
| 日期          | 名稱                   | 地點           | 合作樂團         |
| ------------- | ---------------------- | -------------- | ---------------- |
| 2015年8月30日 | 《Park Park Carnival》 | 台北市花博公園 | 茄子蛋、粉紅噪音 |

#### 短片
| 日期          | 名稱                             | 角色 | 備註           |
| ------------- | -------------------------------- | ---- | -------------- |
| 2013年6月11日 | 《那些年，我們一起北上找的平偉》 | 自己 | 客串，學生作品 |

#### 廣告代言
| 日期      | 廣告代言       | 商品   | 備註 |
| --------- | -------------- | ------ | ---- |
| 2013年6月 | 《老鑼牛肉麵》 | 牛肉麵 |      |

### 相關作品

#### 電腦遊戲
| 日期       | 名稱              | 類型         | 角色                       | 備註             |
| ---------- | ----------------- | ------------ | -------------------------- | ---------------- |
| 2012年10月 | 《平偉本色》      | ARPG         | 陳平偉、鄧佳華（最終頭目） |                  |
| 2013年6月  | 《小朋友齊打交2》 | 清版動作遊戲 | 陳平偉                     | 自製新增角色模組 |

#### 即時通訊軟體貼圖
| 發行日期  | 名稱         | 類型     | 平台 | 備註             |
| --------- | ------------ | -------- | ---- | ---------------- |
| 2017年9月 | 《經典平偉》 | 數位貼圖 | LINE | 經陳平偉本人授權 |
| 2017年9月 | 《大聲平偉》 | 數位貼圖 | LINE | 經陳平偉本人授權 |

## 相關
- 網路爆紅列表

## 外部連結
- 陳昭州的Facebook專頁
- 陳平偉的Facebook專頁
- YouTube上的陳平偉頻道
- 陳平偉在StreetVoice上的頁面 （页面存档备份，存于）
- 平偉本色的Facebook專頁